# Confederation of Independent Football Associations
Die Confederation of Independent Football Associations (CONIFA) ist ein Fußball-Dachverband für nationale Fußballverbände und wurde 2013 gegründet. Er setzt sich zusammen aus Mannschaften, die Nationen, abhängige Gebiete, nicht-anerkannte Staaten, Minderheiten, staatenlose Völker und historische Regionen repräsentieren, die nicht Mitglied der FIFA sind. Diese Aufgabe wurde zuvor vom 2013 aufgelösten N.F.-Board wahrgenommen.
Die CONIFA organisiert alle zwei Jahre die CONIFA-Weltfußballmeisterschaft. Das erste Turnier dieser Art fand 2014 im schwedischen Östersund statt. Im Juni 2015 wurde im ungarischen Debrecen die erste CONIFA-Europafußballmeisterschaft ausgetragen. Hinzu kommt seit 2021 der CONIFA No Limits Mediterranean Futsal Cup und seit 2022 die CONIFA-Weltfußballmeisterschaft der Frauen, die CONIFA-Afrikafußballmeisterschaft sowie die CONIFA-Südamerikafußballmeisterschaft.

## Mitglieder
Die Fußballverbände oder -organisationen der nachstehenden Länder sind Mitglieder (Stand April 2025).
| - Biafra: Biafra Football Federation - Kabylei: Kabylia Football Association - Katanga: Comité Spécial du Katanga - Yoruba: Yoruba Football Federation - Hmong: Hmong Football Federation - Autonome Region Kurdistan: Kurdistan Football Association (Auswahlmannschaft) - Kaschmir: Kashmir Football Association - Punjab: Football Association of Panjab - Pakistan: Pakistan Football Association - Tamil Eelam: Tamil Eelam Football Association (Verband) - Tibet: Tibetan National Sports Association (Auswahlmannschaft) - Turkestan: East Turkistan Football Association - Abchasien (Auswahlmannschaft) - Arzach: Artsakh Football League - Çamëria: Football Federation Republic of Chameria - Cornwall: Kernow Football Association - Ellan Vannin: Isle of Man Football Association - Gozo: Gozo Football Association - Karpatenukraine: Kárpátalja Magyar Labdarúgo Válogatott - Königreich beider Sizilien: Nazionale Calcio Regno delle Due Sicilie F.A. | - Okzitanien: Associacion Occitania de Fotbòl - Padanien: Padania Football Association - Raetia: Football Association Raetia - Sápmi: Football Association Sápmi (Auswahlmannschaft) - Sardinien: Natzionale de Bòcia - Südossetien: Football Federation of the Republic of South Ossetia - Szeklerland: Székelyföld Labdarúgó Egyesület - Tessin - Türkische Republik Nordzypern: Kıbrıs Türk Futbol Federasyonu(Auswahlmannschaft) - Westarmenien: Football Federation of Western Armenia - Alberta: Indigenous Sport Council of Alberta - Guadalajara: Asociación Nacional de Balompié Mexicano - Cuzcatlan: Kuskatan Asociacón de Fútbol - Kaskadien: Cascadia Association Football Federation - Kiskeya: Asosyasyon Foutbol Kiskeya - Hawaii - Westpapua: Football Association West Papua - Armenisch-argentinische Gemeinschaft: Selección de Futbol Armenio Argentina - Aymara: Selección de Fútbol Aymara - Kuna - Mapuche - Maule Sur: Asociación de Fútbol Maule Sur - São Paulo: Federecão Alternativa de Desporto de Estado de São Paulo |

## Ausgerichtete Wettbewerbe
- CONIFA-Weltfußballmeisterschaft 2014
- CONIFA-Europafußballmeisterschaft 2015
- CONIFA-Weltfußballmeisterschaft 2016
- CONIFA-Europafußballmeisterschaft 2017
- CONIFA-Weltfußballmeisterschaft 2018
- CONIFA-Europafußballmeisterschaft 2019
- CONIFA-Weltfußballmeisterschaft 2020
- CONIFA-Afrikafußballmeisterschaft 2022
- CONIFA-Südamerikafußballmeisterschaft 2022
- CONIFA-Asienfußballmeisterschaft 2023
- CONIFA-Weltfußballmeisterschaft der Frauen 2024

## Filmische Rezeption
- Re: Die alternative Fußball-WM, Dokumentation, Arte, Erstausstrahlung 13. Juli 2018. (weitere Informationen)